# Tigrioides aurantiaca
Tigrioides aurantiaca là một loài bướm đêm thuộc phân họ Arctiinae, họ Erebidae.